# Loxerebia phyllis
Loxerebia phyllis är en fjärilsart som beskrevs av John Henry Leech 1891. Loxerebia phyllis ingår i släktet Loxerebia och familjen praktfjärilar. Inga underarter finns listade i Catalogue of Life.